# Limay Mahuida
Limay Mahuida es la localidad cabecera del departamento homónimo, provincia de La Pampa, Argentina.

## Toponimia
Del mapudungun, significa "Sierra Limpia", y también "Sierra Laja"

## Geografía
Limay Mahuida está al este del curso del agua del Río Limay Mahuida, uno de los brazos del río Desaguadero, que dio desarrollo al área. Las obras del embalse El Nihuil, aguas arriba, frenaron el escurrimiento de las aguas al río y ocasionaron una emigración del lugar.
La carretera principal de acceso es la Ruta Nacional 143.

## Población
Contó con 75 habitantes (Indec, 2010), lo que representó un incremento del 8,7% frente a los 69 habitantes (Indec, 2001) del censo anterior.
El censo nacional 2022 arrojó 162 habitantes y 145 viviendas.
| Gráfica de evolución demográfica de Limay Mahuida entre 1991 y 2022 |
|                                                                     |
| Fuente: Censos nacionales del INDEC                                 |

### Clima
Los veranos suelen ser calurosos y los inviernos fríos, con frecuentes heladas y temperaturas mínimas cercanas a los -15 °C bajo cero. La temperatura media anual es de 15,4 °C y La temperatura mínima absoluta registrada es de -14,7 °C (Período 1981 - 2000) y la máxima absoluta de 43.5 °C.
| Parámetros climáticos promedio de Limay Mahuida - Normales : 1981-2000 - Extremos : 1981-2000                               | Parámetros climáticos promedio de Limay Mahuida - Normales : 1981-2000 - Extremos : 1981-2000 | Parámetros climáticos promedio de Limay Mahuida - Normales : 1981-2000 - Extremos : 1981-2000 | Parámetros climáticos promedio de Limay Mahuida - Normales : 1981-2000 - Extremos : 1981-2000 | Parámetros climáticos promedio de Limay Mahuida - Normales : 1981-2000 - Extremos : 1981-2000 | Parámetros climáticos promedio de Limay Mahuida - Normales : 1981-2000 - Extremos : 1981-2000 | Parámetros climáticos promedio de Limay Mahuida - Normales : 1981-2000 - Extremos : 1981-2000 | Parámetros climáticos promedio de Limay Mahuida - Normales : 1981-2000 - Extremos : 1981-2000 | Parámetros climáticos promedio de Limay Mahuida - Normales : 1981-2000 - Extremos : 1981-2000 | Parámetros climáticos promedio de Limay Mahuida - Normales : 1981-2000 - Extremos : 1981-2000 | Parámetros climáticos promedio de Limay Mahuida - Normales : 1981-2000 - Extremos : 1981-2000 | Parámetros climáticos promedio de Limay Mahuida - Normales : 1981-2000 - Extremos : 1981-2000 | Parámetros climáticos promedio de Limay Mahuida - Normales : 1981-2000 - Extremos : 1981-2000 | Parámetros climáticos promedio de Limay Mahuida - Normales : 1981-2000 - Extremos : 1981-2000 |
| Mes | Ene.                                                                                          | Feb.                                                                                          | Mar.                                                                                          | Abr.                                                                                          | May.                                                                                          | Jun.                                                                                          | Jul.                                                                                          | Ago.                                                                                          | Sep.                                                                                          | Oct.                                                                                          | Nov.                                                                                          | Dic.                                                                                          | Anual                                                                                         |
| --- | --------------------------------------------------------------------------------------------- | --------------------------------------------------------------------------------------------- | --------------------------------------------------------------------------------------------- | --------------------------------------------------------------------------------------------- | --------------------------------------------------------------------------------------------- | --------------------------------------------------------------------------------------------- | --------------------------------------------------------------------------------------------- | --------------------------------------------------------------------------------------------- | --------------------------------------------------------------------------------------------- | --------------------------------------------------------------------------------------------- | --------------------------------------------------------------------------------------------- | --------------------------------------------------------------------------------------------- | --------------------------------------------------------------------------------------------- |
| Temp. máx. abs. (°C) | 43.5                                                                                          | 41.4                                                                                          | 37.3                                                                                          | 34.0                                                                                          | 30.8                                                                                          | 28.2                                                                                          | 28.0                                                                                          | 28.0                                                                                          | 33.4                                                                                          | 36.8                                                                                          | 39.0                                                                                          | 40.5                                                                                          | 43.5                                                                                          |
| Temp. media (°C) | 24.5                                                                                          | 23.7                                                                                          | 19.3                                                                                          | 15.0                                                                                          | 10.8                                                                                          | 7.2                                                                                           | 7.0                                                                                           | 9.0                                                                                           | 12.2                                                                                          | 15.7                                                                                          | 19.5                                                                                          | 22.9                                                                                          | 15.6                                                                                          |
| Temp. mín. abs. (°C) | 4.5                                                                                           | 3.8                                                                                           | 1.9                                                                                           | -1.4                                                                                          | -6.9                                                                                          | -8.7                                                                                          | -13.9                                                                                         | -14.7                                                                                         | -6.6                                                                                          | -3.1                                                                                          | -0.5                                                                                          | 2.6                                                                                           | -14.7                                                                                         |
| Precipitación total (mm) | 48.2                                                                                          | 47.6                                                                                          | 58.5                                                                                          | 34.6                                                                                          | 15.3                                                                                          | 13.7                                                                                          | 13.5                                                                                          | 11.4                                                                                          | 24.3                                                                                          | 42.8                                                                                          | 53.6                                                                                          | 52.1                                                                                          | 415.5                                                                                         |
| Fuente: *Secretaría de Minería: estación meteorológica SMN de Limay Mahuida - Datos Período 1981-2000.</ promedio 1981-2000 |                                                                                               |                                                                                               |                                                                                               |                                                                                               |                                                                                               |                                                                                               |                                                                                               |                                                                                               |                                                                                               |                                                                                               |                                                                                               |                                                                                               |                                                                                               |

### Pluviometría Ciclo Húmedo 1973 a 2020
Entre ambos ciclos de lluvias Ciclo Húmedo y Ciclo Seco (1920 a 1972, la isohieta de Limay aumenta y disminuye en 200 mm/año
1973: 648; 1974: 378; 1975: 452; 1976: 689; 1977: 571; 1978: 453; 1979: 442; 1980: 266; 1981: 378; 1982: 438; 1983: 539; 1984: 680; 1985: 416; 1986: 256; 1987: 360; 1988: 320; 1989: 465; 1990: 246; 1991: 445; 1992: 841; 1993: 460; 1994: 299; 1995: 157; 1996: 344; 1997: 596; 1998: 458; 1999: 634; 2000: 432; 2001: 319; 2002: 143.  (enlace roto disponible en Internet Archive; véase el historial, la primera versión y la última).